# Таон ди Ревель, Паоло Иньяцио Мария
Паоло Иньяцио Мария Таон ди Ревель (итал. Paolo Ignazio Maria Thaon di Revel, 2 мая 1888, Тулон — 31 мая 1973 или 1 июня 1973, Пойрино, Пьемонт) — граф, итальянский государственный деятель, олимпийский чемпион по фехтованию на шпагах.
Племянник великого адмирала графа Паоло Эмилио Таон де Ревеля, герцога дель Маре.

## Биография
- 1915—1918 — участвовал в Первой мировой войне.
- В 1919 году вступил в Национальную фашистскую партию Италии.
- Занимался фехтованием, чемпион летних Олимпийских игр 1920 года в Антверпене в составе итальянской команды шпажистов, чемпион Италии 1920 и 1921 годов.
- 11 февраля 1929 года — 24 февраля 1935 года — мэр Турина.
- С 1932 по 1964 — член Международного олимипийского комитета[6].
- С декабря 1933 года — сенатор Итальянского Кололевства.
- 1 мая 1934 года — 24 января 1935 года — член Финансовой комиссии Сената.
- С 24 января 1935 года по 6 февраля 1943 года — Министр финансов Итальянского Королевства.
- 28 июля 1943 года — 5 августа 1943 года — председатель Комиссии Сената по внутреннему регламенту.

## Награды
- Кавалер Высшего ордена Святого Благовещения
- Кавалер Большого креста ордена Святых Маврикия и Лазаря (1936)
- Кавалер Большого креста ордена Короны Италии (1935)
- Кавалер Большого креста Колониального ордена Звезды Италии
- Великий офицер ордена Короны Италии (1932)
- Командор ордена Короны Италии (1930)